# ЛАР-160
ЛАР-160 је лаки артиљеријски ракети систем (скраћено Lar) са ракетама калибра 160mm чији се домет креће од минималних 12 km до максимано 45 km. Сваки стандардни систем поседује по два подконтејнера са по 13 ракета, али се израђују и у врезијама са подконтејнерима од 18 ракета. Лака верзија је проектована како би могла да се транспортује хеликоптерима или прикачи ради вуче за возило као што је Хамви.

## Развој
ЛАР-160 је конструисан касних 70-тих од стране израелске војне индустрије, увршћен је у наоружање Израелске војске 1983 године.

## Наоружање
Ракета ЛАР-160 претрпела је значајне промена током свог даљег развоја чији се резултати могу видети на новим моделима ракета ка што су Мк.I, Мк.II и Мк.IV.

### Мк. I
Мк. I ракета је дуга 3.4m и има пречник од 160mm са погоном на чврсто ракетно гориво. Ракета Мк. I је тешка100kg са високо експлозивном кофрам бојевом главом тежине 40 kg HE-COFRAM која се активира помоћу детонатора који је осетљив на удар и који се активира у непосредној близини мете. Ракете Мк. I су први пут коришћене у Венецуели тако што су их они монтирали на палубу француског лаког тенка АМАКС-13.

### Мк. II
Је ракета тежине 110 kg има бојеву главу тежине 46 kg која је са високо експлозивним кофраном или је касетана, која садржи 104 CL-3022-S4 AP/AM бомбице. Садржи даљински комплет електричних упаљача који отварају контејнере на одговарајућој висини и може да покрије површину од 31 400 m².
Свих 26 ракета могу испалити за 60 секунди и поново извршити пуњење у року од 5 минута помоћу конвенционалног возила за пуњење.

### Лансер
ЛАР-160 укључује модерни командни систем, систем контроле, комуникациони и систем обавештавања ACCS који пружа могућност приступа свим артиљеријским елементима укључујући и метеоролошке јединице, осматрање на даљину као и мапирање (израду мапа терена), ГПС и остало.
Елевација се врши помоћу електронског хидрауличног система, али постоји и подршка мануелног система. Када је систем напуњен који се налази на шасији возила напуњен ракетама, два оперативна хидрауличка стабилизатора се спуштају на земљу, и тако обезбедили стабилност возила током паљбе.

## Историја употребе
Систем је интензивно коришћен од стране Грузијске војске против Руске војске и снага Јужне Осетије за време рата у Грузији (Абхазија и Јужна Осетија) 2008. године. Румунија користи домаћу верзију ЛАР-160, звану ЛАРОМ, и Агетина користи домаћу прераду познату као ТАМ ВЦЛЦ.
Британска невладина организација ХАЛО известила да је Азербејџан користио ЛАР-160 јер је одустао од коришћења ракета М095 које имају касетне бојеве главе током дејстава у поручјима насељеним јерменским цивилима за време сукоба у Нагорно-Карабаху 2006. године.

## Корисници
- Аргентина 10 (ТАМ ВЦЛЦ верзија)
- Азербејџан 30
- Грузија 32
- Израел 50
- Казахстан
- Румунија (ЛАРОМ домаћа верзија)
- Венецуела 20 (монтиран на АМАКС-13)
- Чиле 34